# Stelis piestopus
Stelis piestopus är en orkidéart som beskrevs av Rudolf Schlechter. Stelis piestopus ingår i släktet Stelis och familjen orkidéer. Inga underarter finns listade i Catalogue of Life.